# Sokoleč
Sokoleč är en ort i Tjeckien.   Den ligger i regionen Mellersta Böhmen, i den centrala delen av landet, 50 km öster om huvudstaden Prag. Sokoleč ligger 194 meter över havet och antalet invånare är 788.
Terrängen runt Sokoleč är platt. Runt Sokoleč är det ganska tätbefolkat, med 96 invånare per kvadratkilometer. Närmaste större samhälle är Poděbrady, 5,0 km norr om Sokoleč. Trakten runt Sokoleč består till största delen av jordbruksmark.